# Tropistes nitidipennis
Tropistes nitidipennis är en stekelart som beskrevs av Johann Ludwig Christian Gravenhorst 1829. Tropistes nitidipennis ingår i släktet Tropistes och familjen brokparasitsteklar. Inga underarter finns listade i Catalogue of Life.